# Intervista
Intervista és una pel·lícula italiana de Federico Fellini, estrenada el 1987.

## Argument
Mentre Fellini roda una adaptació a la pantalla de la novel·la de Kafka Amèrica , periodistes japonesos arriben per entrevistar-lo. És el pretext per una evocació nostàlgica de Cinecittà i de l'evolució del cinema.

## Repartiment
- Anita Ekberg: ella mateixa
- Marcello Mastroianni: ell mateix
- Federico Fellini: ell mateix
- Sergio Rubini: Sergio
- Antonella Ponziani: Antonella
- Maurizio Mein: l'ajudant del director
- Paola Liguori: Katya
- Lara Wendel: l'esposa
- Antonio Cantafora: l'espós
- Nadia Ottaviani: la Vestal
- Pietro Notarianni: el dignatari feixista
- Christian Borromeo: Christian
- Adriana Facchetti: la dona que acompanya Sergio
- Eva Grimaldi: l'aspirant a actriu
- Armando Marra: el famós director

## Al voltant de la pel·lícula
- Segons Fellini, «és una pel·lícula en el qual la càmera és utilitzada com un llapis, un pinzell que traçaria jeroglífics. És una idea gràfica, pictòrica, visual, el contrari del cinema que conta una història.»[1]
- La seqüència on Anita Ekberg i Marcello Mastroianni revisen el cèlebre passatge de  La Dolce Vita  a la fontana de Trevi és un exemple de pel·lícula contenint una pel·lícula.

## Premis i nominacions

### Nominacions
- 1988. César a la millor pel·lícula estrangera